# صحيفة الطوابع
ورقة الطوابع أو صحيفة الطوابع، هي صحيفة طوابع بريد مطبوعة، وعادةً ما تكون على شكل أوراق كبيرة من الورق بناءً على حجم لوحة الطباعة، والتي تفصل إلى أجزاء ثم تُباع في مكاتب البريد. وعندما يكون هناك أكثر من جزء واحد على الورقة المطبوعة توضع في ترتيب يشبه الجدول. وتكون المسافة بين الطوابع المفردة كلها من نفس الحجم وتوفر مساحة للقطع أو الثقب.

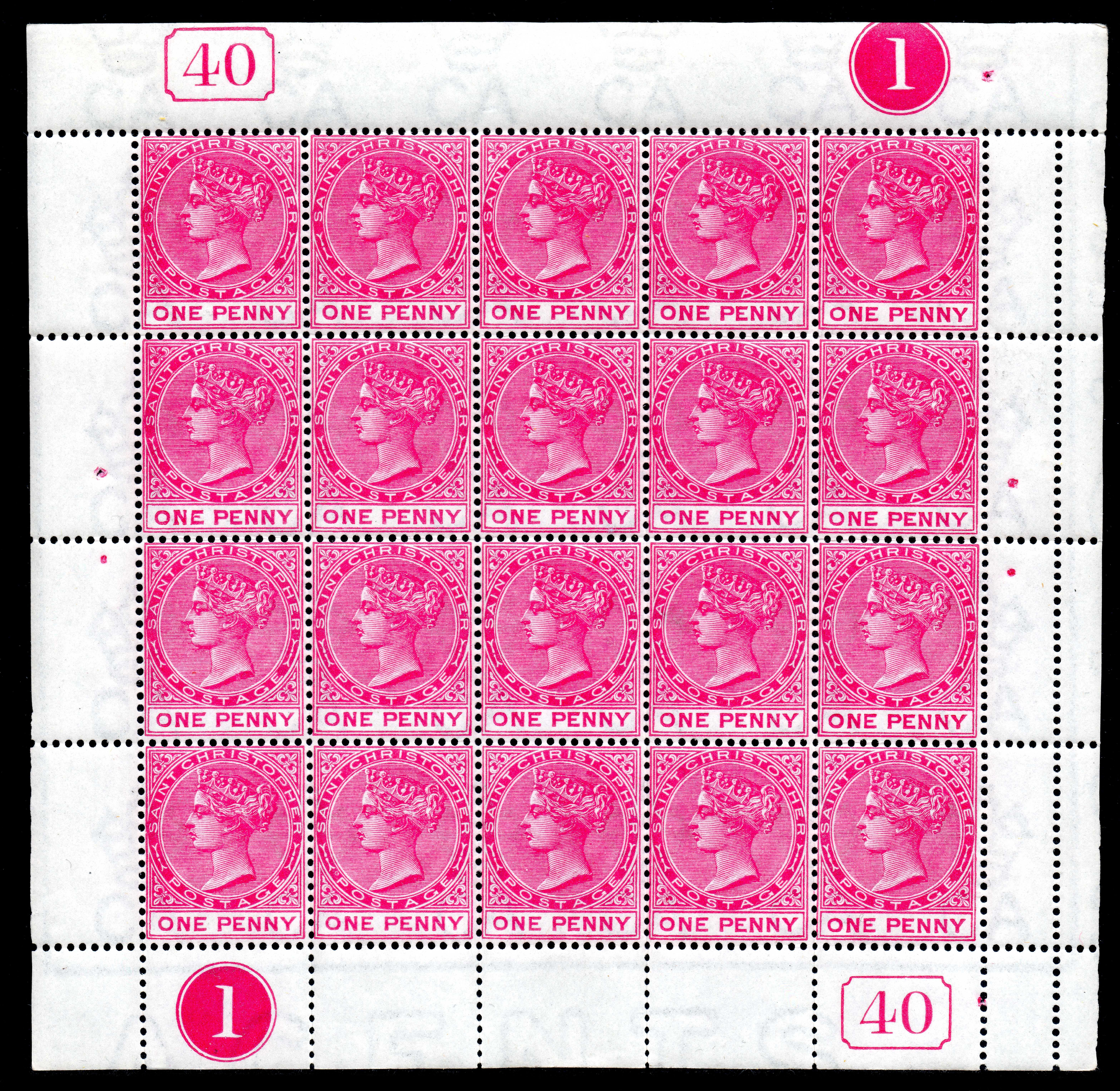
صحيفة طوابع بريد من سانت كريستوفر طبعت في عام 1884

نسر غريفون 2019

## الحجم والشكل
تُعد ورقة الطوابع هي الطريقة الأكثر شيوعاً لترتيب الطوابع على الورق المقوى. يعتمد عدد الطوابع المطبوعة على الورقة وحجمها على حجم وشكل الطوابع الفردية. عادةً ما تُطبع الطوابع الصغيرة على صحائف من مائة طابع، على الرغم من أن طوابع البيني بلاك، كما هو الحال مع طوابع العملة الإسترلينية الأخرى قبل العشرية، كانت تُطبع على صحائف من 240 طابعاً؛ أما الطوابع الأكبر فتُطبع على صحائف من خمسين أو خمسة وعشرين أو عشرين، كما تفعل مصلحة الطوابع البريدية الأمريكية.

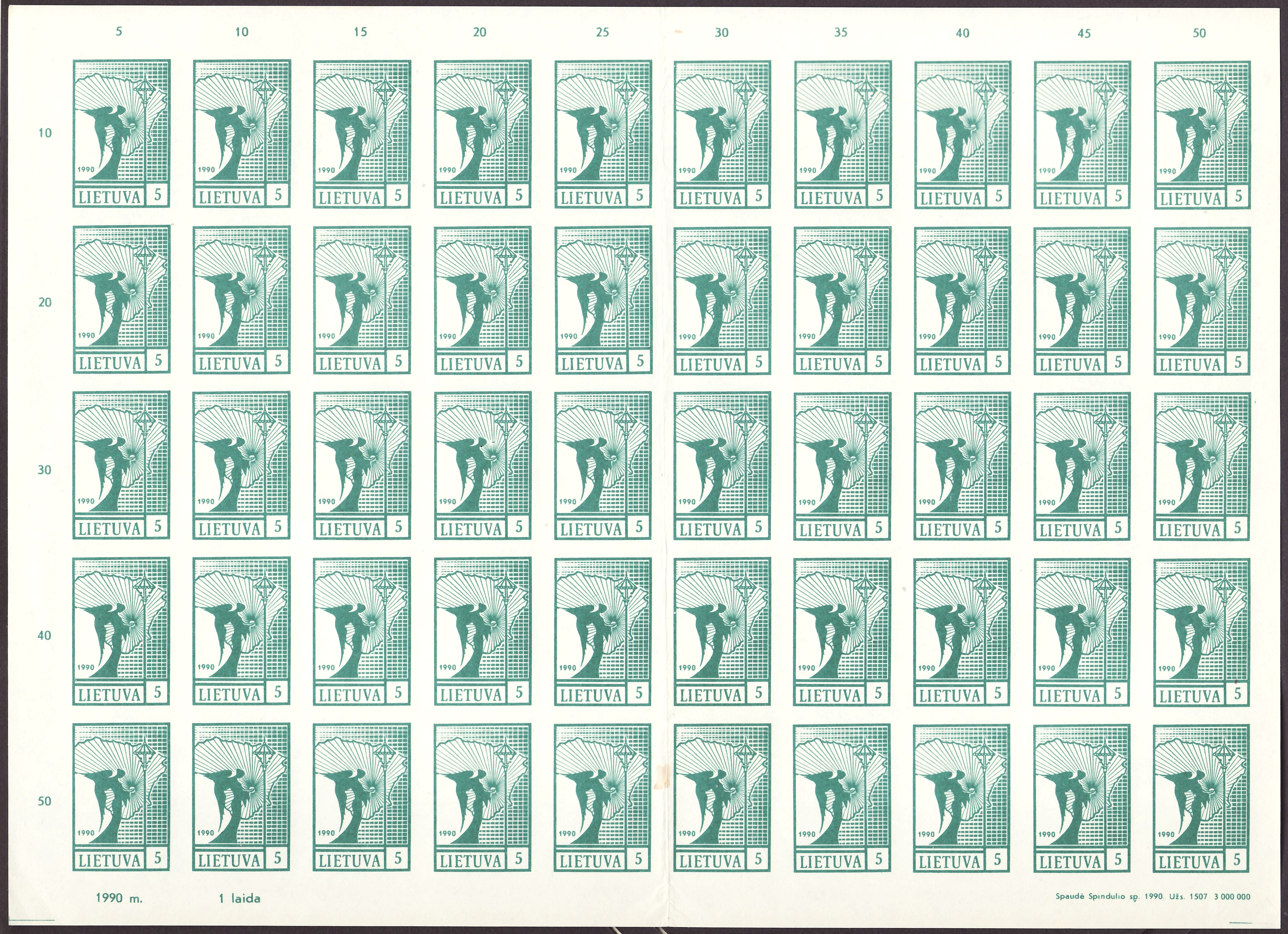
طابع ليتوانيا 1990

في 13 نوفمبر 1994، غيرت هيئة البريد الألماني شكل إصداراتها إلى أوراق من عشرة طوابع لكل منها لأسباب تتعلق بالكفاءة. صُممت حواف هذه الأوراق بشكل خاص، مما يجعلها مجالًا جديدًا للتجميع.

## طباعةورقة طوابع البريد
في الواقع، يشير مصطلح ورقة الطباعة إلى جزء من ورقة الطباعة الفعلية فقط. وذلك لأن الطوابع تُطبع في الغالب في أربع ورقات متصلة ببعضها البعض، لتحقيق أفضل استفادة من ورق الطوابع. في مكتب البريد، تُباع أوراق الطباعة الأربعة المنفصلة فقط. ولذلك، يُطلق على ورقة الطوابع أيضاً اسم ورقة العداد أو جزء العداد، على الرغم من تسميتها بشكل غير صحيح بورقة الطوابع.

## أطراف الورقة (الحواف)

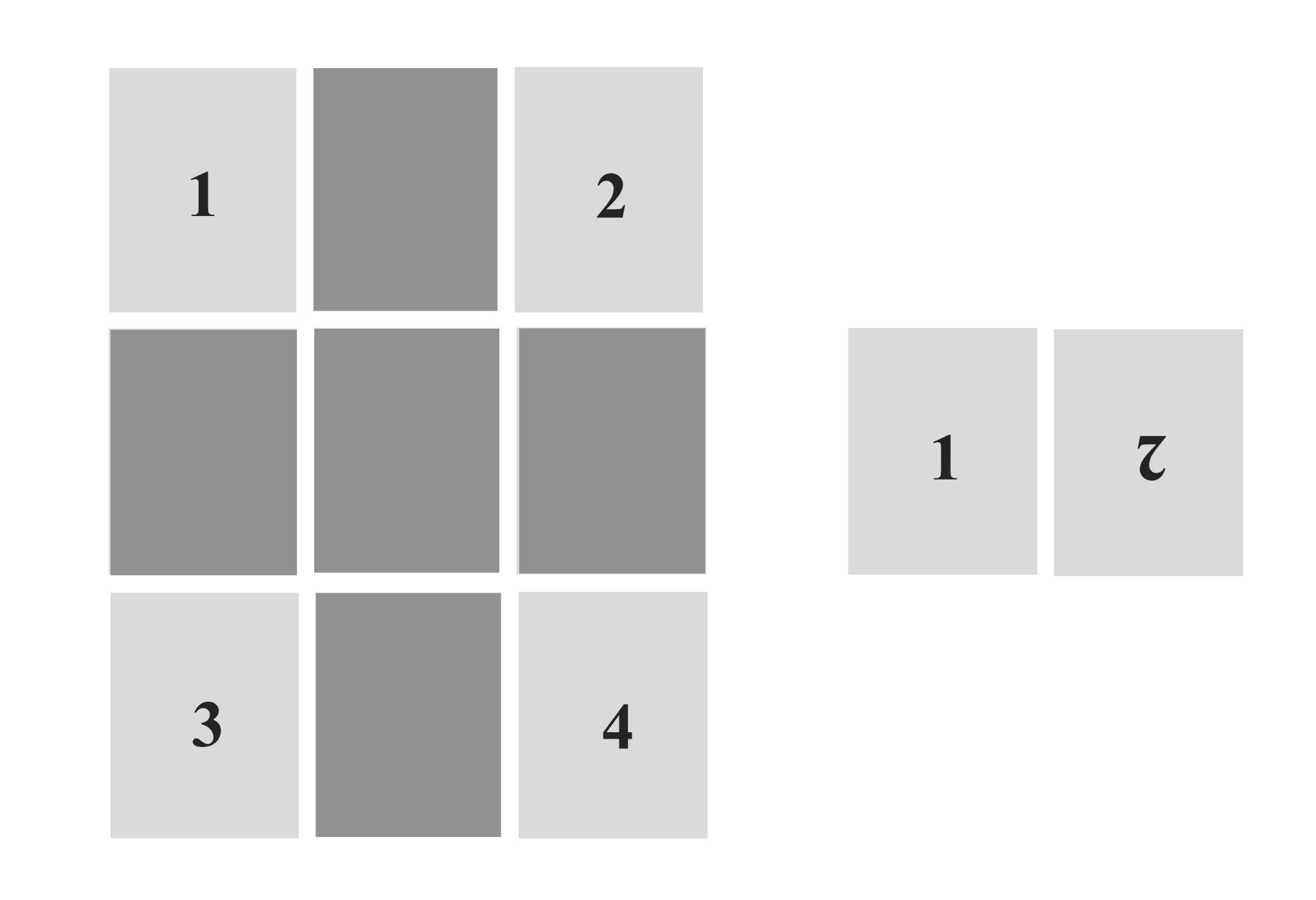
حواف ورقة الطوابع

يُطلق على الحقول الفارغة التي تربط بين أوراق العداد المفردة اسم أطراف الورقة. وعادةً ما تفصل في المنتصف بعد الطباعة من أجل الحصول على أربعة أوراق. ثم تشكل الحقول أو الحواف نصف الفارغة حافة الورقة. ومع ذلك، في العديد من الإصدارات، تظهر في السوق أوراق ذات حواف غير منفصلة مع طوابع متصلة من الأوراق المجاورة (طابع - حقل فارغ - طابع). قد تكون هذه الحواف إما فارغة أو مطبوعة، إلا إذا كانت الحواف المطبوعة مقصودة.
يُميِّز خبير الطوابع بين الحواف الأفقية والرأسية. من الخصائص المحددة للحواف قلب ورقة الطباعة، حيث تتصل الأجزاء الأربعة. وتحظى الحواف والقلوب بشعبية كبيرة بين هواة جمع الطوابع وتصل أسعارها إلى أسعار مجموعات عالية، خاصة بالنسبة للإصدارات التقليدية.

## طابع مقلوب

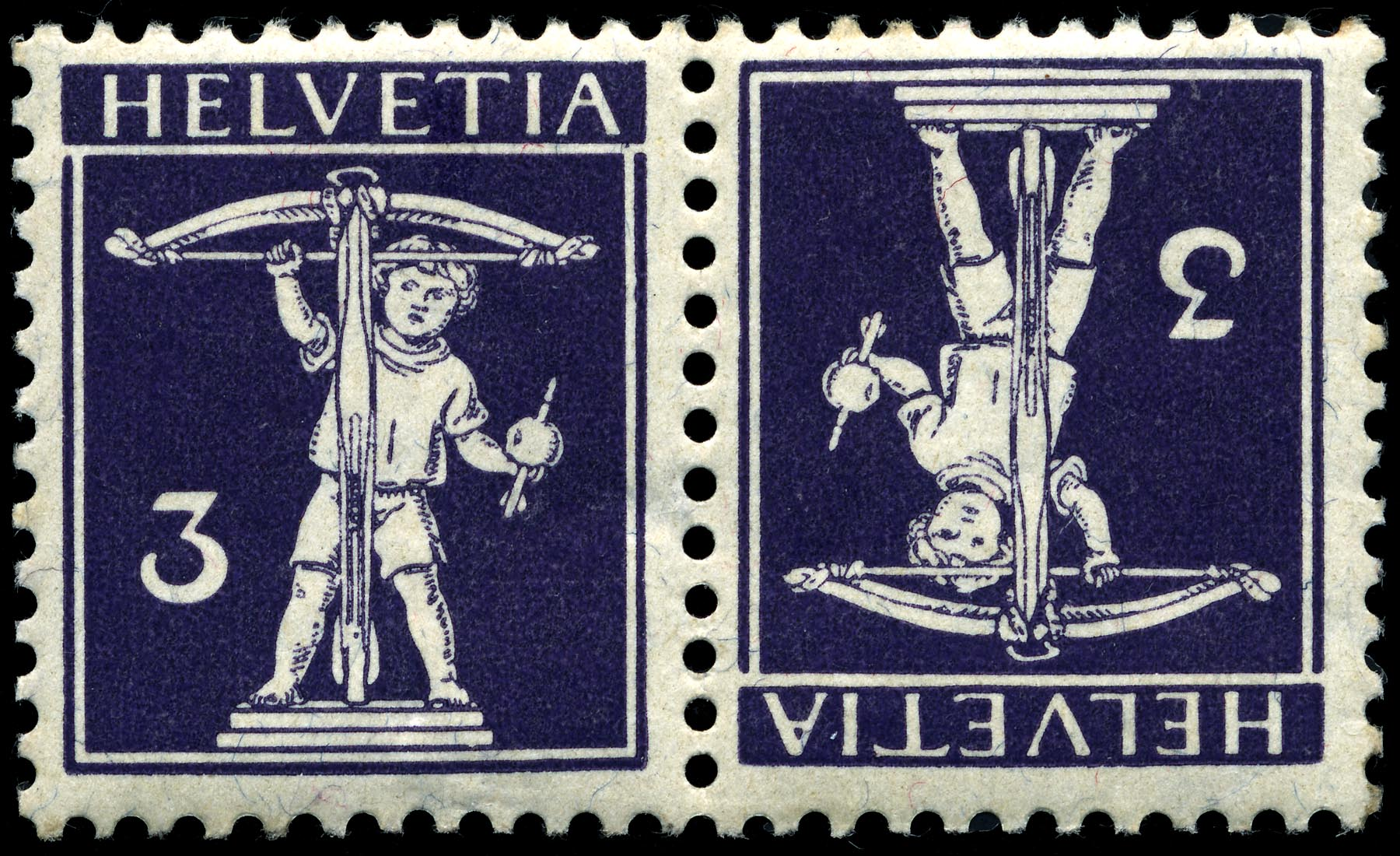
تعتبر الأزواج المقلوبة Tête-bêche والتي صممها "ابن ويليام تيل" السويسري في عام 1910 شائعة نسبياً في هواية جمع الطوابع

لا يجب دائمًا أن تكون أوراق العدادات المفردة مفصولة بحقول فارغة. إن الإصدارات التي لم يكن الغرض منها أن يكون لها حواف كانت تُصنع بطبيعة الحال بدون حقول فارغة. وللتمكن من التمييز بين الأوراق المنفردة بشكل أفضل، طُبعت الطوابع بشكل مقلوب 180 درجة عن بعضها البعض على طول خط الفصل. يصف هواة طوابع البريد هذهِ الطوابع التي تكون مقلوبة رأساً على عقب بالنسبة لبعضها البعض باسم طابع مقلوب "تي-بيش". وتحتوي بعض الإصدارات على طوابع مقلوبة بالإضافة إلى الحواف.
ومثلها مثل الحواف، تحظى الطوابع المقلوبة بشعبية كبيرة بين هواة جمع الطوابع البريدية نظراً لندرتها وزخرفتها.

## ترتيب الطوابع وموقعها
ترتب الطوابع على الورقة في جدول بهِ صفوف وأعمدة. بسبب هذا الترتيب، يمكن تحديد موقع كل طابع بدقة. يقوم موظف الطوابع بحساب الطوابع المفردة أفقيا من اليسار إلى اليمين، لكن المنشور يحسبها عموديا من أعلى إلى أسفل. وفقا لذلك، فإن الطابع الثالث في الصف السادس من ورقة مقاس 10 × 10 سيكون الطابع ذو الترتيب 53 للورقة الكلية، ولكنهُ الطابع رقم 26 للبريد.

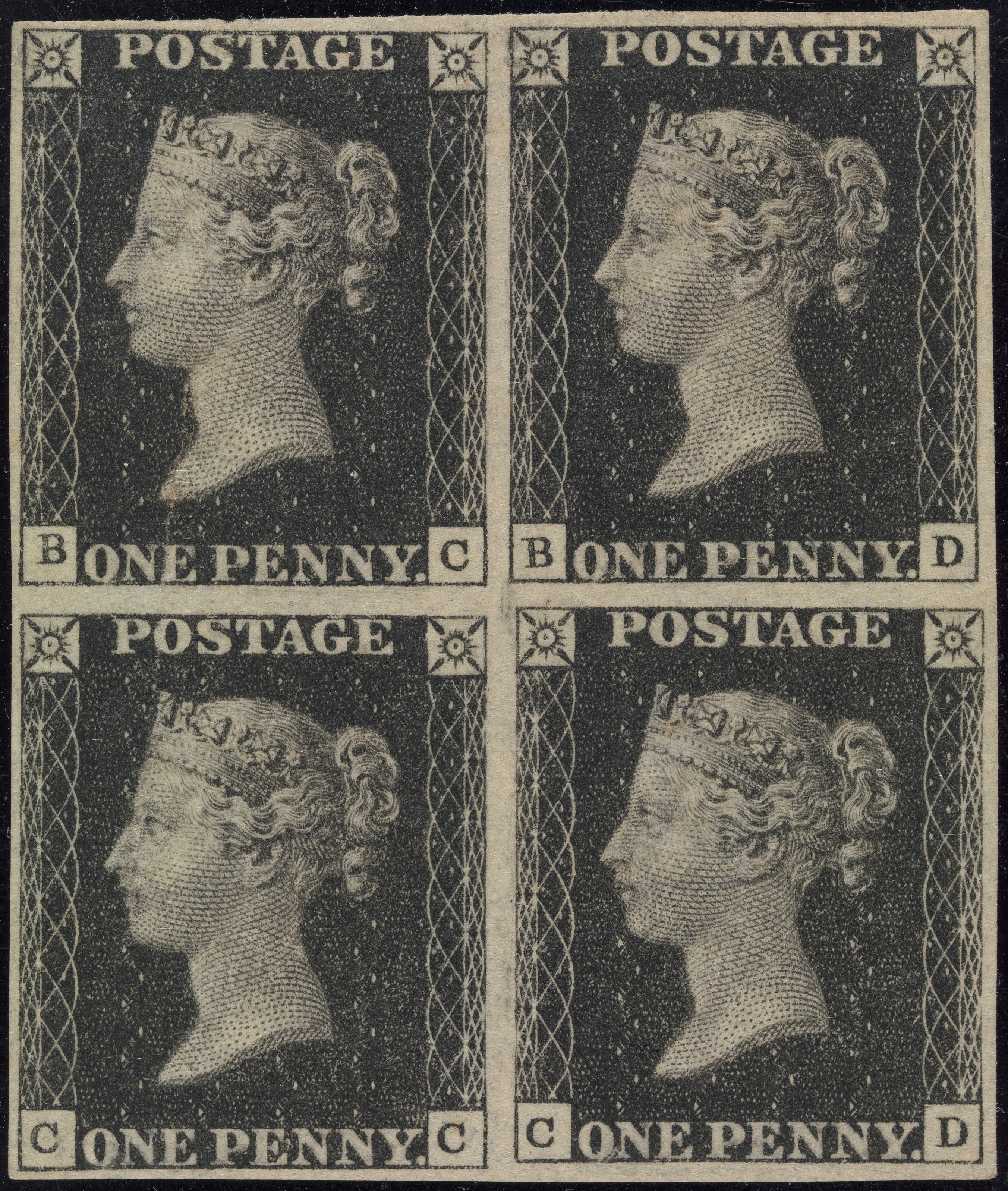
طوابع بريد من تصميم ويليام ويون

طُبعت أول طوابع بريدية للمملكة المتحدة، وهي طوابع البنس الأسود، في صحيفة طوابع تحتوي على 20 صفاً و12 عموداً، ولكن كان يُشار إلى الموقع على ورقة الصحيفة بأحرف مختلفة في الزوايا السفلية لكل طابع. كان الحرف ”أ“ في الزاوية اليسرى السفلية يشير إلى الصف الأول، والحرف ”ب“ إلى الصف الثاني، والحرف ”ج“ إلى الصف الثالث، إلخ. وتمت الإشارة إلى الأعمدة وفقاً لنفس المخطط في الزاوية اليمنى السفلى. وهكذا، كان الطابع العلوي الأيسر يشير إلى مجموعة الحروف ”A“ - ”A“، والطابع السفلي الأيمن يشير إلى ”T“ - ”L“. ونتيجة لذلك، طبع 240 طابعًا مختلفًا لكل لوحة مستخدمة. وكان الهدف من ذلك هو منع التزوير.

## حافة الورقة

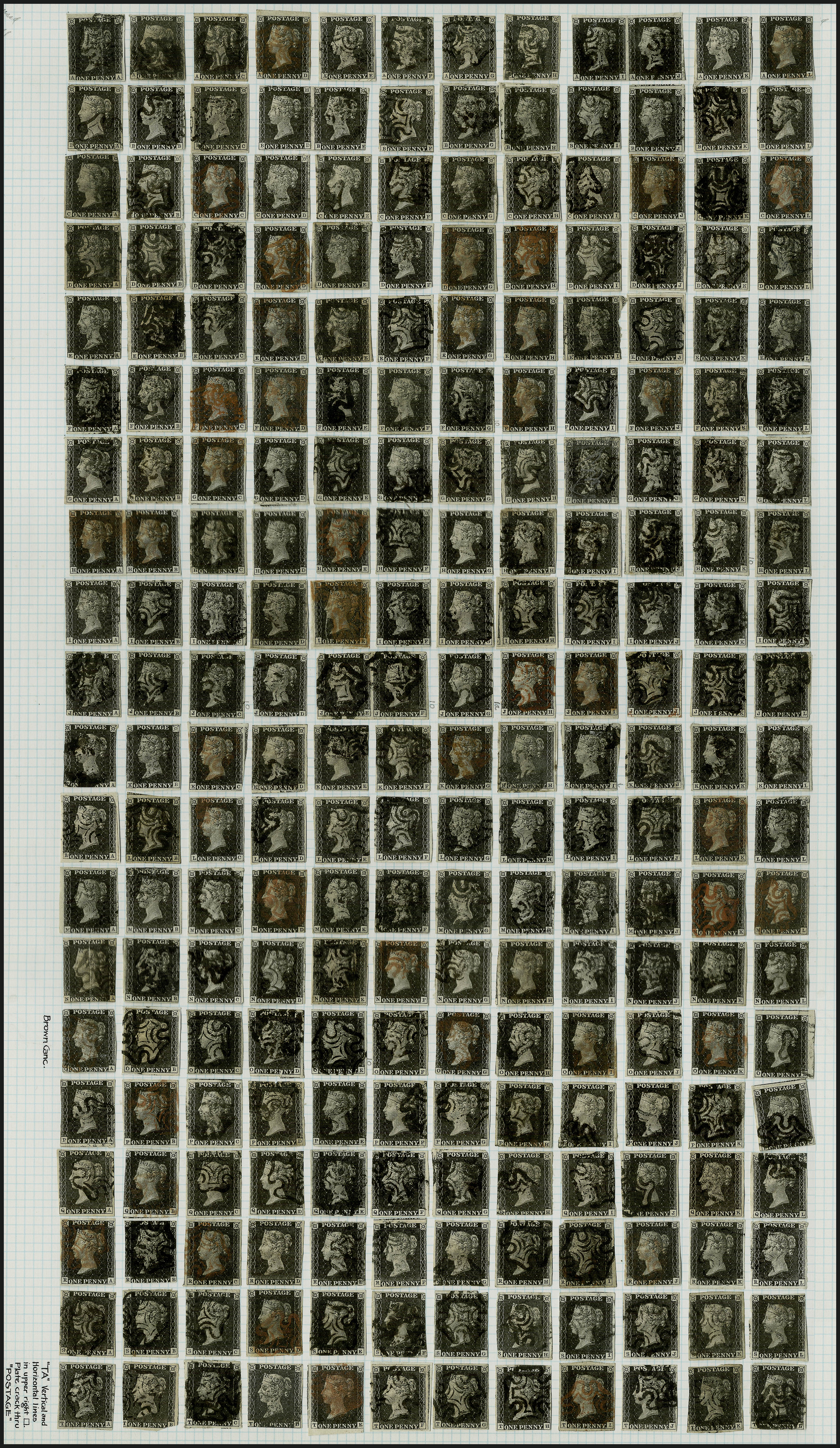
صحيفة تحوي طوابع بيني بلاك

يشير مصطلح ”حافة الورقة“ إلى الحقول الفارغة المتصلة بالطوابع والمرتبة حول الورقة. وغالباً ما تكون هذه الحقول غير مطبوعة. ومع ذلك، في كثير من الحالات، يمكن العثور على قدر كبير من المعلومات المثيرة للاهتمام عليها، مثل تواريخ الطباعة أو ما شابه ذلك. أهم النقوش المطبوعة على حواف الورقة وهي كالآتي:
- رقم الطبعة.
- نقش الورقة (إعلانات، معلومات عن إصدار الطابع، إلخ)
- تاريخ الطباعة.
- الأرقام الداخلية.
- علامات التسجيل.
- أرقام اللوحة أو الورقة.
- النطاقات.
- عداد قيمة الصف.